# Riktad mängd
Inom matematik är en riktad mängd en ordnad mängd där varje ändlig delmängd har en övre gräns. Med andra ord är det en sådan icke-tom förordnad mängd {\displaystyle A} att för vilka som helst {\displaystyle a} och {\displaystyle b} i {\displaystyle A} finns det {\displaystyle c} i {\displaystyle A} med {\displaystyle a\leq c} och {\displaystyle b\leq c}. 
Riktade mängder är en generalisering av icke-tomma totalt ordnade mängder. Alltså alla totalt ordnade mängder är riktade mängder (i kontrast till partiellt ordnade mängder, som inte behöver vara riktade). 

## Exempel
Mängden naturliga tal {\displaystyle \mathbb {N} } med den vanliga ordningen {\displaystyle \,\leq \,} är en riktad mängd. Varje totalt ordnad mängd är en riktad mängd, inklusive {\displaystyle (\mathbb {N} ,\leq ),}{\displaystyle (\mathbb {N} ,\geq ),}{\displaystyle (\mathbb {R} ,\leq ),} och {\displaystyle (\mathbb {R} ,\geq ).}

### Fotnoter
1. ↑  In the equivalent definition by "every finite subset has an upper bound", the set {\displaystyle A} is automatically required to be non-empty because there must exist an upper bound for the empty set.

### Citerade verk
- Kelley, John L. (1975) [1955]. General Topology. Graduate Texts in Mathematics. Vol. 27 (2nd ed.). New York: Springer-Verlag. ISBN 978-0-387-90125-1. OCLC 1365153.